# Rudnik (masyw)
Rudnik – masyw górski położony w centralnej Serbii, w pobliżu miasta Gornji Milanovac. Jego najwyższy szczyt Cvijićev vrh (1132 m n.p.m.) został nazwany na cześć serbskiego biologa i geologa Jovana Cvijicia. 
Słowo rudnik w języku serbskim oznacza kopalnię. Nazwa prawdopodobnie jest pozostałością po trwającym od tysięcy lat wydobyciu rud metali. Na stokach góry wydobywa się rudy srebra, cynku i ołowiu, których złoża odkryto w 2017 roku.

## Flora
Góra porośnięta jest buczynami. Na jej obszarze występuje 650 gatunków roślin, z których ponad 100 to endemity lub rośliny lecznicze.